# Trachycardium
Trachycardium é um gênero de moluscos bivalves marinhos da família Cardiidae.

## Espécies
As espécies reconhecidas do gênero Trachycardium, de acordo com as seguintes bases de dados: Sistema Integrado de Informações Taxonômicas (Integrated Taxonomic Information System - ITIS), Base da Vida Marinha (Sea Life Base - SLB) e Registro Mundial de Espécies Marinhas (World Register of Marine Species - WoRMS)
- Trachycardium angulatum (Lamarck, 1819) SLB
- T. alternatum (Sowerby, 1840) SLB
- T. arenicolum (Reeve, 1845) SLB ou arenicola , de acordo com o WoRMS
- T. beauforti (Prashad, 1932) SLB
- T. belcheri (Broderip & Sowerby, 1829) WoRMS
- T. burchardi (Dunker, 1877) SLB
- T. compuctum (Kira, 1959) SLB
- T. consors (Sowerby in Broderip & Sowerby, 1833) WoRMS
- T. egmontianum (Shuttleworth, 1856) ITIS, SLB e WoRMS
- T. elongatum (Bruguière, 1789) SLB e WoRMS
- T. enode (Sowerby, 1841) SLB
- T. flavum (Linnaeus, 1758) SLB e WoRMS
- T. foveolatum (Sowerby, 1841) SLB
- T. impolitum (Sowerby, 1841), SLB ou impolita Oliver & Chesney, 1997, de acordo com o WoRMS
- T. isocardia (Linnaeus, 1758) ITIS, SLB e WoRMS
- T. leucostoma Born  WoRMS
- T. magnum (Linnaeus, 1758) ITIS e SLB
- T. muricatum (Linnaeus, 1758) ITIS, SLB e WoRMS
- T. nigropunctatum (Habe & Kosuge, 1966) SLB
- T. okinawaense Kuroda, 1960 SLB
- T. orbita (Sowerby, 1833) SLB
- T. pectiniforme WoRMS
- T. quadragenarium (Conrad, 1837) ITIS e SLB
- T. rubicundum (Reeve, 1845) SLB e WoRMS
- T. rugosum (Lamarck, 1819) SLB
- T. subrugosum (Sowerby, 1840) SLB e WoRMS
- T. transcendens Melvill & Standen, 1989) SLB
- T. unicolor (Sowerby, 1841) SLB
- T. variegatum (Sowerby, 1841) SLB

## Distribuição
Trachycardium é relativamente comum no Mar do Caribe e nos oceanos Atlântico, Índico e Pacífico. Este gênero também foi encontrado na região Antártica.
De acordo com a entidade "Conquiliologistas do Brasil", as seguintes espécies são encontradas em águas brasileiras:
- T. magnum. Ocorre nos seguintes estados: Alagoas, Bahia, Ceará, Maranhão, Paraíba, Pernambuco, Piauí, Rio Grande do Norte e Sergipe.
- T. manoeli Prado, 1993[nota 2] Ocorrência incomum, apenas no estado de Santa Catarina.
- T. muricatum Ocorre em todo o litoral brasileiro.